# Trachea cyanelinea
Trachea cyanelinea är en fjärilsart som beskrevs av George Francis Hampson 1894. Trachea cyanelinea ingår i släktet Trachea och familjen nattflyn. Inga underarter finns listade i Catalogue of Life.